# روبرت أيريس (اقتصادي)
روبرت أيريس (بالإنجليزية: Robert Ayres)‏ هو اقتصادي وفيزيائي أمريكي، ولد في 29 يونيو 1932 في بلينفيلد في الولايات المتحدة.